# Ginnastica isometrica
La ginnastica isometrica è quel tipo di ginnastica atto a favorire la contrazione muscolare, senza movimento, allo scopo di potenziare il muscolo.
Questo particolare tipo di ginnastica basata sulle contrazioni isometriche permette di ridurre sensibilmente il carico sulle articolazioni anche utilizzando una forza massima o submassima, tipicamente impiegata in questo tipo di allenamento.
La ginnastica isometrica è molto usata in riabilitazione muscoloscheletrica, in particolare nelle prime sedute post-chirurgiche e nei casi di tendinopatia, infatti è possibile produrre un rinforzo muscolare senza però sovraccaricare le strutture articolari danneggiate. Particolare beneficio da questa ginnastica è prodotto in chi ha problemi a livello tendineo in quanto questa ginnastica è in grado di stimolare la sintesi del collagene a livello mitocondriale delle cellule tendinee.
Dato che non è presente spostamento né peso la quantificazione del carico viene espressa in secondi di contrazione o newton di forza se si dispone di un dinamometro 

## Esercizi di ginnastica isometrica
Non avendo la possibilità di muoversi è possibile, comunque, potenziare i muscoli, si possono fare i seguenti esercizi:
- Contrarre le natiche
- Contrarre i muscoli delle cosce
- Contrarre gli addominali
- Stringere il volante dell'auto
- Fare forza con un pugno chiuso sul tettuccio dell'auto
- Ispirare ed espirare cercando di contrarre e decontrarre l'addome